# E.J:s Guldsko
E.J:s Guldsko är ett travlopp för varmblod. Loppet är ett sprinterlopp över 1640 meter med autostart och körs varje år inom ramen för Gulddivisionen i samband med att V75-tävlingar arrangeras på Hagmyren. Loppet körs till minne av Ernst Johan Nordin. Förstapris i loppet är 200 000 kronor (sedan 2018).
Loppet kördes första gången söndagen den 22 augusti 1965 och ersatte det tidigare Sommarloppet, förstapriset var då 10 000 kronor. Snabbaste vinnartiden i loppets historia innehar Volstead, som 2017 vann på tiden 1.10,0 tillsammans med kusken Johnny Takter. Detta är också banrekord på Hagmyren.

## Vinnare
| År   | Häst              | Kusk               | Tränare               |
| ---- | ----------------- | ------------------ | --------------------- |
| 2024 | Global Badman     | Daniel Wäjersten   | Daniel Wäjersten      |
| 2023 | Zeudi Amg         | Magnus A. Djuse    | Alessandro Gocciadoro |
| 2022 | Hail Mary         | Örjan Kihlström    | Daniel Redén          |
| 2021 | Click Bait        | Per Lennartsson    | Stefan Melander       |
| 2020 | Missle Hill       | Per Lennartsson    | Daniel Redén          |
| 2019 | Policy of Truth   | Erik Adielsson     | Reijo Liljendahl      |
| 2018 | Charrua Forlan    | Hans-Owe Sundberg  | Hans-Owe Sundberg     |
| 2017 | Volstead          | Johnny Takter      | Stefan Melander       |
| 2016 | B.B.S. Sugarlight | Peter Untersteiner | Fredrik Solberg       |
| 2015 | Traveling Man     | Magnus Jakobsson   | Daniel Redén          |
| 2014 | Shaq is Back      | Daniel Redén       | Daniel Redén          |
| 2013 | Panne de Moteur   | Örjan Kihlström    | Stefan Hultman        |
| 2012 | Youpie            | John Östman        | Sören Lennartsson     |
| 2011 | Alvena Pele       | Per Lennartsson    | Per Lennartsson       |
| 2010 | Debbie Brodda     | Erik Adielsson     | Stig H. Johansson     |
| 2009 | S.J.'s Photocopy  | Ulf Ohlsson        | Catarina Lundström    |
| 2008 | Passionate Kemp   | Erik Adielsson     | Stig H. Johansson     |
| 2007 | Digger Crown      | Erik Adielsson     | Stig H. Johansson     |
| 2006 | Super Light       | Jörgen Westholm    | Jörgen Westholm       |
| 2005 | Improve Ås        | Stig H. Johansson  | Stig H. Johansson     |
| 2004 | Couch Doctor      | Johanna Lindqvist  | Anders Lindqvist      |
| 2003 | Lass Zefyr        | Olle Goop          | Olle Goop             |
| 2002 | Titan Ås          | Örjan Kihlström    | Per-Johan Lind        |
| 2001 | Herr Jägermeister | Olle Goop          | Olle Goop             |
| 2000 | Indian Silver     | Stig H. Johansson  | Stig H. Johansson     |
| 1999 | Atas Ace L.       | Per Lennartsson    | Per Lennartsson       |
| 1998 | Lookout Victory   | Stig H. Johansson  | Stig H. Johansson     |
| 1997 | Lookout Victory   | Stig H. Johansson  | Stig H. Johansson     |
| 1996 | Extrem            | Daniel Olsson      | Tommy P. Jansson      |
| 1995 | Market Leader     | Stig H. Johansson  | Stig H. Johansson     |
| 1994 | Loppet kördes ej  | Loppet kördes ej   | Loppet kördes ej      |
| 1993 | Market Leader     | Stig H. Johansson  | Stig H. Johansson     |
| 1992 | Loppet kördes ej  | Loppet kördes ej   | Loppet kördes ej      |
| 1991 | Park Avenue Kathy | Göran E. Johansson | Göran E. Johansson    |
| 1990 | Loppet kördes ej  | Loppet kördes ej   | Loppet kördes ej      |
| 1989 | New Action        | Gunnar Melander    | Gunnar Melander       |
| 1988 | Lord Quick        | Mats Rånlund       | Mats Rånlund          |
| 1987 | Loppet kördes ej  | Loppet kördes ej   | Loppet kördes ej      |
| 1986 | Don Campfire      | Göran Edlund       | Tord Blomqvist        |
| 1985 | Loppet kördes ej  | Loppet kördes ej   | Loppet kördes ej      |
| 1984 | Granit Bunter     | Jan Sundell        | Torkel Strand         |
| 1983 | Coque             | Jan-Ivan Eriksson  | Gunnar Kullström      |
| 1982 | Amiretta          | Stefan Söderqvist  |                       |
| 1981 | Wind Speed        | Ulf Nordin         | Ulf Nordin            |
| 1980 | Norine Hanover    | Torbjörn Jansson   |                       |
| 1979 | Leif Ego          | Lars Nordmark      |                       |
| 1978 | Lill Pelle        | Karl Gösta Fylking |                       |
| 1977 | Ritha Lyngholm    | Hans Svensson      |                       |
| 1976 | Song Key          | Berth Johansson    |                       |
| 1975 | Molnets Broder    | Ove Jernström      |                       |
| 1974 | Molnets Broder    | Åke Sundberg       |                       |
| 1973 | Lornjett          | Berndt Lindstedt   |                       |
| 1972 | Lyon              | Olle Elfstrand     | Olle Elfstrand        |
| 1971 | Zolomit           | Christer Jarlesjö  |                       |
| 1970 | Gavin             | Gösta Nordin       |                       |
| 1969 | Karina Axworthy   | Hans Svensson      |                       |
| 1968 | Paliron           | Gösta Nordin       |                       |
| 1967 | Cap Nibs          | Olof Persson       |                       |
| 1966 | Gallant Victory   | Karsten Buer       |                       |
| 1965 | Xanthe            | Robert Westergren  | Robert Westergren     |